# Rough Mix
Rough Mix es un álbum de estudio fruto de la colaboración entre el guitarrista de The Who Pete Townshend y el bajista de The Faces Ronnie Lane, publicado en septiembre de 1977 por Polydor Records en el Reino Unido y por MCA Records en los Estados Unidos. El álbum alcanzó el puesto 44 en la lista de discos más vendidos del Reino Unido y el 45 en la lista estadounidense Billboard 200.

## Contenido
El 21 de octubre de 1976, The Who cerró una breve gira por Norteamérica en el Maple Leaf Gardens de Toronto. Tras la gira, los miembros del grupo emprendieron varios proyectos en solitario. Pete Townshend contactó con Ronnie Lane con el fin de producir un álbum, un proyecto que acabó como una colaboración conjunta.
El álbum incluyó canciones compuestas por ambos músicos separadamente, más cercanas al folk rock de comienzos de la década de 1970 y con un sonido alejado al de The Who y The Faces. Además, contó con la colaboración de músicos como Eric Clapton, Ian Stewart, Charlie Watts y su compañero de The Who John Entwistle. La orquestación de la canción «Street City» fue realizada por el suegro de Townshend, Edwin Astley.
Rough Mix fue remasterizado y reeditado en 2006 por Hip-O Records, una división de Universal Music Group, en sonido estéreo, 5.1 y Dualdisc, que contó con tres descartes como temas extra.

## Lista de canciones
| Cara A |                         |                                         |          |  |
| N.º    | Título                  | Escritor(es)                            | Duración |  |
| 1.     | «My Baby Gives It Away» | Pete Townshend                          | 4:02     |  |
| 2.     | «Nowhere to Run»        | Ronnie Lane                             | 3:17     |  |
| 3.     | «Rough Mix»             | Ronnie Lane, Pete Townshend             | 3:12     |  |
| 4.     | «Annie»                 | Eric Clapton, Kate Lambert, Ronnie Lane | 2:56     |  |
| 5.     | «Keep Me Turning»       | Pete Townshend                          | 3:46     |  |
| 6.     | «Catmelody»             | Ronnie Lane, Kate Lambert               | 3:12     |  |

| Cara B |                               |                                 |          |  |
| N.º    | Título                        | Escritor(es)                    | Duración |  |
| 1.     | «Misunderstood»               | Pete Townshend                  | 3:01     |  |
| 2.     | «April Fool»                  | Ronnie Lane                     | 3:34     |  |
| 3.     | «Street in the City»          | Pete Townshend                  | 6:07     |  |
| 4.     | «Heart to Hang Onto»          | Pete Townshend                  | 4:29     |  |
| 5.     | «Till the Rivers All Run Dry» | Wayland Holyfield, Don Williams | 3:54     |  |

| Temas extra (reedición de 2006) |                    |              |          |  |
| N.º                             | Título             | Escritor(es) | Duración |  |
| 12.                             | «Only You»         | Lane         | 4:29     |  |
| 13.                             | «Good Question»    | Townshend    | 3:34     |  |
| 14.                             | «Silly Little Man» | Lane         | 3:44     |  |

## Personal
- Ronnie Lane y Pete Townshend: voz, guitarra, mandolina, bajo y ukelele
- Edwin Astley: orquestación en "Street in the City"
- John "Rabbit" Bundrick: órgano y Fender Rhodes en "Nowhere to Run", "Rough Mix", "Keep Me Turning" y "Heart to Hang Onto"
- Boz Burrell: bajo en "Heart to Hang Onto" y "Till the Rivers All Run Dry"
- Mel Collins: saxofón en "Catmelody"
- Eric Clapton: guitarra y dobro en "Rough Mix", "Annie", "April Fool" y "Till the Rivers All Run Dry"
- Julian Diggle: percusión en "Misunderstood"
- John Entwistle: cuerno y coros en "Heart to Hang Onto" y "Till the Rivers All Run Dry"
- Peter Hope Evans: armónica en "Nowhere to Run" y "Misunderstood"
- Benny Gallagher: acordeón en "Annie"
- Chris Green: chelo en "Street in the City"
- Charlie Hart: violín en "Annie"
- Chris Laurence: contrabajo en "Street in the City"
- Graham Lyle: guitarra de doce cuerdas en "Annie"
- David Marquee: contrabajo en "Annie" y "April Fool"
- Billy Nicholls: coros en "Till the Rivers All Run Dry"
- Steve Shingles: viola en "Street in the City"
- Henry Spinetti: batería en "Nowhere to Run", "Rough Mix", "Keep Me Turning", "Heart to Hang Onto" y "Till the Rivers All Run Dry"
- Ian Stewart: piano en "Catmelody"
- Charles Vorsanger: violín en "Street in the City"
- Charlie Watts: batería en "My Baby Gives It Away" y "Catmelody"